# Zbory Boże w Szwecji
Zbory Boże w Szwecji (ang. Assemblies of God in Sweden) – chrześcijański wolny kościół protestancki o charakterze ewangelikalnym nurtu zielonoświątkowego działający w Szwecji, wchodzący w skład Światowej Wspólnoty Zborów Bożych. Zbory Boże w Szwecji liczą 89 321 wiernych zrzeszonych w około 480 kościołach.
Szwedzki ruch zielonoświątkowy w 1906 roku zapoczątkował Lewi Pethrus, który utworzył setki kościołów i duży Kościół wierzących. Od 2002 roku większość kościołów zielonoświątkowych utworzyło luźno powiązane stowarzyszenie. Zbory Boże utrzymują braterskie stosunki i współpracują z mniejszym kościołem Ruchem Zielonoświątkowym w Szwecji.